# Aillianville
Aillianville är en kommun i departementet Haute-Marne i regionen Grand Est (tidigare regionen Champagne-Ardenne) i nordöstra Frankrike. Kommunen ligger i kantonen Saint-Blin som tillhör arrondissementet Chaumont. År 2022 hade Aillianville 142 invånare.

## Befolkningsutveckling
Antalet invånare i kommunen Aillianville
| Referens: INSEE |